# Abu-Muhàmmad Abd-al-Wàhid ibn Abi-Hafs
Abu-Muhàmmad Abd-al-Wàhid ibn Abi-Hafs al-Hudhalí (àrab: عبد الواحد بن أبي حفص الهذلي, ʿAbd al-Wāḥid b. Abī Ḥafṣ al-Huḏalí) fou fill d'Abu-Hafs Úmar ibn Yahya al-Hintatí, company del mahdí almohade Ibn Túmart. Fou nomenat governador almohade d'Ifríqiya el 1207 i va exercir fins al 1221.